# Lakner Lívia
Lakner Lívia (Budapest, 1919. november 19. – 1996. június) magyar rendező. Lakner Artúr lánya.

## Élete
Édesapja Lakner Artúr, édesanyja Wollner Ágnes, húga Lakner Noémi. 1938. augusztus 11-én Budapesten, az Erzsébetvárosban házasságot kötött Feleki László (szül. 1912. márc. 29.) okleveles vegyész, zeneszerzővel.
A háború befejeztével, Lakner Artúr eltűnése után (mínt a holokauszt áldozata), ő indította újra édesapja hagyatékát, a Lakner Bácsi Gyermekszínházát. Radványi Géza Valahol Európában című filmjének utcakölykei is Lakner Lívia növendékei voltak, azonban 1948 után már nem kapott játszási engedélyt. 1984-ben, amikor befogadta őket a Gutenberg Művelődési Otthon, Napsugár Gyermekszínpad néven újraindult a színházi vállalkozás, majd 1990-ben megalakult a Lakner Stúdió is. Telt házasak voltak előadásaik, azonban egy idő után anyagi okok miatt csak a képzés működött 1997 decemberéig, amikor egy ősbemutatóval, a Jókai-novella alapján készült Melyiket a kilenc közül?-el ismét újraindult a teátrum.
1993-ban a Lord Kft. segítségével és dr. Steinert Ágota szerkesztői közreműködésével emlékkönyvet adott ki édesapja, Lakner Artúr 100. születési évfordulóján Lakner bácsi és száz gyereke címmel. A fotókkal illusztrált könyv címe árulkodó, édesapja egész családjáról szól, amibe beletartoztak a növendékei is. Lakner Artúr Édes mostoha című könyve a megíráskor nagy sikert aratott, gyermekszínházában előadás is született, illetve amelyből a harmincas években magyar játékfilmet is forgattak. Lakner Lívia, ötven évvel később az olvasók kérésére megírta a folytatását Édes mostohatestvérek címmel.

## Munkái

### Játékmesterként
- Janika (gyermek operett, "Lakner bácsi gyermekelőadásai", Goldmark-terem, 1943)
- Grimm: Hamupipőke (mese, "Lakner bácsi gyermekelőadásai", Goldmark-terem, 1943)

### Rendezőként
- Édes mostoha (gyermekelőadás, 1944)
- Molnár Ferenc, Hevesi Sándor, Palotay István: A Pál utcai fiúk (zenés játék, Fővárosi Operettszínház, 1946)[8]
- Silly Show (angol—magyar gyermekműsor, ~1987)[9]

### Írói tevékenysége
közreműködő
- Lakner Artúr: Édes mostoha (átdolgozta a következő kiadásokat: 1983, 1984, 1986, 1988, 1994)

szerző
- Édes mostohatestvérek („gyermekregény szellemekkel és szellemes gyerekekkel, mókás mesterkedésekkel”; szerzőtársak: Lakner Noémi és Kalmár Tibor, a dalok zeneszerzője Garaguly István; Ignácz P.-né kiadása, 1989 ISBN 963-500-985-2)
- Lakner bácsi és száz gyereke (emlékkönyv, a Lord Kft. kiadása, 1993)